# Vicia johannis
Espèce
Statut de conservation UICN

 LC  : Préoccupation mineure
Vicia johannis, la vesce de Johann, est une espèce de plantes à fleurs dicotylédones de la famille des Fabaceae, sous-famille des Faboideae, originaire de l'Ancien Monde.

## Taxinomie

### Synonymes
Selon The Plant List (11 août 2019) :
- Bona johannis (Tamamsch.) Stank. & Roskov
- Vicia johannis var. johannis
- Vicia latifolia Moench

### Liste des variétés
Selon Catalogue of Life (11 août 2019) :
- Vicia johannis var. ecirrhosa
- Vicia johannis var. johannis
- Vicia johannis var. procumbens